# Jesús Uribesalgo Uribechevarría
Jesús Uribesalgo Uribechevarría (Aretxabaleta, Guipúscoa, 2 de gener de 1938 - Gijón, Astúries, 26 de juliol de 2005), conegut com a Uribe, va ser un futbolista basc que jugava com a defensa. El seu fill és l'entrenador de futbol Josu Uribe.

## Trajectòria
Va debutar a la Segona Divisió amb el Deportivo Alavés la temporada 1956-57 i va romandre al club tres campanyes més fins al descens a Tercera Divisió el 1960. A continuació, va fitxar pel Llevant UE, on es va mantenir durant dues temporades fins que va fitxar pel RCD Mallorca, amb el qual va jugar a Primera Divisió. El seu debut es va produir al camp de Sant Joan en un partit contra el CA Osasuna en què el Mallorca va perdre per 4-1. Al final del curs, la derrota contra el RCD Espanyol a la promoció va suposar el descens de categoria per al club balear.
Després d'això es va incorporar al Real Gijón, on va jugar sis temporades a la categoria de plata. A la campanya 1969-70 va disputar quatre partits amb el Real Avilés CF a la Tercera Divisió abans d'abandonar la pràctica del futbol.

## Clubs
| Club             | País    | Any       |
| ---------------- | ------- | --------- |
| Deportivo Alavés | Espanya | 1956-1960 |
| Llevant UE       | Espanya | 1960-1962 |
| RCD Mallorca     | Espanya | 1962-1963 |
| Reial Gijón      | Espanya | 1963-1969 |
| Reial Avilès CF  | Espanya | 1969-1970 |